# Cronologia da pandemia de COVID-19 em maio de 2020
Este artigo documenta a cronologia e epidemiologia do vírus SARS-CoV-2 em maio de 2020, o vírus que causa a COVID-19 e é responsável pela pandemia de COVID-19. Os primeiros casos humanos da COVID-19 foram identificados em Wuhan, China, em dezembro de 2019.

## Cronologia

### 1 de maio
A Alemanha registrou 1.639 novos casos, elevando o total para 160.758. O país também registrou 193 mortes, elevando o número de mortes para 6.481.
 A Austrália registrou um total de cerca de 6.700 casos e 93 mortes.
 O Azerbaijão registrou um total de 1.804 casos e 24 mortes.
 O Catar registrou 687 novos casos, elevando o número total para 14.096. O Catar também registrou duas novas mortes, elevando o número de mortos para 12. Um total de 1.436 pessoas se recuperaram.
 A China registrou 12 novos casos (incluindo seis importados), elevando o número total de casos para mais de 84.000.
 A Coréia do Sul registrou nove novos casos, elevando o total para 10.774, dos quais 9.072 se recuperaram.
 A Espanha registrou 281 mortes, elevando o número de mortos para 24.824. As autoridades de saúde espanholas também notificaram 1.781 novos casos, elevando o número total de casos para 215.216.
 Nos Estados Unidos, o número total estimado de mortes por coronavírus é de 63.000.
 As Filipinas registraram 284 novos casos, elevando o número total para 8.772. As Filipinas registraram 11 novas mortes, elevando o número de mortos para 579.
 A França registrou 218 mortes, elevando o total para 24.594. 25.887 permanecem no hospital e 3.878 em terapia intensiva.
 O Iêmen registrou um novo caso na província de Taiz, elevando o número total para sete. O Iêmen registrou um total de duas mortes.
 A Indonésia registrou 433 novos casos, elevando o número total para 10.551. As autoridades de saúde da Indonésia registraram oito mortes, elevando o número de mortos para 800. A Indonésia registrou 1.591 recuperações e testou 76.500 pessoas.
 O Irã registrou 63 novas mortes, elevando o número de vítimas para 6.091. O Irã registrou um total de 95.646 casos, com 2.899 em estado crítico.
 A Itália registrou 269 mortes, elevando o número de mortes para 28.236. A Itália anunciou 1.965 novos casos, elevando o total para 207.428.
 A Malásia registrou 69 novos casos (12 importados e 57 locais), elevando o número total de casos para 6.071. As autoridades da Malásia também descarregaram 39 pacientes, elevando o número de recuperados para 4.210. A Malásia também relatou uma nova morte, elevando o número de mortos para 103 para o país.
 O México registrou 1.425 novos casos, elevando o total para 19.224. O México registrou 127 novas mortes, elevando o número de mortes para 1.859.
 A Nova Zelândia registrou três novos casos, elevando o total para 1.479 (1.132 confirmados e 347 prováveis). As autoridades de saúde da Nova Zelândia também registraram 11 novas recuperações, totalizando 1.252.
 Os Países Baixos registraram 475 novos casos, elevando o total para 39.791. As autoridades holandesas registraram 98 novas mortes, elevando o número de mortes para 4.893.
 O Reino Unido registrou 279 mortes, elevando o número de mortos para 27.510. O secretário de saúde Matt Hancock anunciou que as autoridades de saúde do Reino Unido realizaram 122.347 testes, cumprindo seu objetivo de testar 100.000 pessoas.
 A Rússia registrou 7.993 casos, elevando o total para 114.431. A Rússia registrou 96 mortes, elevando o número de mortes para 1.169.
 A Singapura registrou 932 novos casos, elevando o total para 17.101.
 A Tailândia registrou seis novos casos, elevando o número total para 2.960. As autoridades tailandesas não relataram novas mortes, com o número de mortos permanecendo em 54.
 A Turquia registrou 84 mortes, elevando o número de mortos para 3.258. A Turquia registrou 2.188 casos, elevando o total para 122.392.
 A Ucrânia registra 455 novos casos e 11 novas mortes, elevando o número total para 10.861 e 272, respectivamente; um total de 1.413 pacientes se recuperaram.
- Existem mais de 3.260.000 de casos confirmados no mundo.[1]

### 2 de maio
A Alemanha registrou 954 casos, elevando o total para 161.703. A Alemanha também registrou 94 mortes, elevando o número de mortos para 6.575.
 A Austrália registrou um total de quase 6.800 casos e 93 mortes. As autoridades de saúde identificaram um novo cluster em torno de uma fábrica de processamento de carne no estado de Vitória.
 O Brasil registrou um total de 92.200 casos e 6.412 mortes.
 A Coréia do Sul registrou seis novos casos, elevando o total para 10.780. O país registrou duas novas mortes, elevando o número de mortos para 250. 72 pessoas se recuperaram, elevando o total para 9.123.
 A Espanha registrou 276 novas mortes, elevando o número de mortes para 25.100. A Espanha registrou um total de 216.582 casos.
 Os Estados Unidos registraram um total de 65.645 mortes com base em dados da Universidade Johns Hopkins. Os EUA também registraram 34.000 casos, elevando o número total para mais de 1,1 milhão. Mais de 164.000 pessoas se recuperaram do coronavírus e 6,5 milhões de testes foram realizados.
 As Filipinas registraram 156 novos casos, elevando o total para 8.928. As Filipinas registraram 24 mortes, elevando o número de mortos para 603. Mais 40 pessoas se recuperaram, elevando o número total de recuperados para 1.124.
 A França registrou 166 mortes, elevando o número de mortes para 24.760.
 O Iêmen registrou três novos casos, elevando o total para dez. O Iêmen registrou um total de duas mortes.
 A Itália registrou 474 mortes, elevando o número de mortos para 28.710. 1.539 permanecem em terapia intensiva, enquanto 79.914 se recuperaram.
 A Malásia registrou 105 novos casos, elevando o número total para 6.176. Além disso, 116 pacientes receberam alta, elevando o número total de recuperados para 4.326. O número de mortos permanece em 103.
 A Nova Zelândia registrou 6 novos casos (2 confirmados e 4 prováveis), elevando o total para 1.485 (1.134 confirmados e 351 prováveis). As autoridades da Nova Zelândia também registraram 11 novas recuperações, elevando o total para 1.263. A Nova Zelândia também relatou uma nova morte, elevando o total para 20.
 Os Países Baixos registraram 445 novos casos, elevando o total para 40.236. Os holandeses registraram 94 novas mortes, elevando o número de mortes para 4.987.
 O Reino Unido registrou 621 mortes, elevando o número total de mortes para 28.131. A Inglaterra registrou 370 mortes (25 das quais não tinham condições de saúde subjacentes) em hospitais, elevando o número de mortes para 20.853.
 A Rússia registrou 9.623 casos, elevando o total para 124.054. A Rússia registrou 57 mortes, elevando o número de mortos para 1.222. O prefeito de Moscou, Sergei Sobyanin, também anunciou que 2% da população de Moscou (cerca de 250.000 pessoas) haviam testado positivo para o coronavírus.
 Singapura registrou 447 novos casos, elevando o total para 17.548. Uma morte foi confirmada mais tarde, elevando o total para 17. Outra pessoa foi confirmada como tendo COVID-19 depois que ele morreu, com a causa sob investigação.
 A Tailândia registrou seis novos casos, elevando o número total para 2.966. O número de mortos permanece em 54, enquanto 2.732 se recuperaram e 180 permanecem no hospital.
 A Turquia registrou um total de mais de 122.000 casos e 3.200 mortes.
 A Ucrânia registrou 550 novos casos e 7 novas mortes, elevando o número total para 11.411 e 279, respectivamente; um total de 1.498 pacientes se recuperaram.
- Os Centros de Controle e Prevenção de Doenças da África (CDC da África) confirmaram que a África registrou quase 40.000 casos, quase 1.700 mortes e mais de 13.000 recuperações. Já foram registrados casos em 53 países africanos.[6]
- Existem mais de 3.350.000 milhões de casos confirmados no mundo.[6]

### 3 de maio
O Afeganistão registrou um total de mais de 2.700 casos, 85 mortes e realizou quase 12.000 testes. As autoridades de saúde afegãs também confirmaram que 500 testes aleatórios na capital Cabul identificaram 150 testes positivos.
 A Armênia registrou um total de 2.386 casos e 35 mortes.
 O Brasil registrou 4.588 novos casos, elevando o total para 101.147. O Brasil registrou 275 mortes, elevando o número de mortos para 7.025.
 O Canadá registrou 160 novas mortes, elevando o número de mortes para 3.606. O Canadá registrou 1.576 novos casos, elevando o total para 57.148.
  O Catar registrou 679 casos, elevando o total para 15.551. O país registrou um total de 12 mortes.
 A China registrou dois novos casos e 12 novos casos assintomáticos, elevando o total para 82.877. O número de mortos permanece em 4.633.
 A Coréia do Sul registrou 13 novos casos, 10 dos quais foram importados.
 Nos Estados Unidos, a Virgínia registrou sua primeira morte devido ao vírus, elevando o total de mortes nos Estados Unidos para 65.646.
 As Filipinas registraram um total de 9.223 casos e 607 mortes.
 A França registrou 135 novas mortes, elevando o número de mortes para 24.895. 25.815 permanecem no hospital e 3.819 em terapia intensiva, ante 25.827 e 3.827, respectivamente.
 A Índia registrou 2.644 novos casos, elevando o total para mais de 39.000. A Índia registrou 83 novas mortes, elevando o número de mortes para 1.301.
 A Indonésia registrou 349 novos casos, elevando o total para 11.912. A Indonésia registrou 18 mortes, elevando o número de mortes para 845.
 O Irã registrou 47 novas mortes, elevando o número de mortes para 6.203. O Irã registrou um total de 97.424 casos.
 Israel registrou um total de 16.194 casos e 230 mortes.
 A Itália registrou 174 mortes, elevando o número de mortes para 28.884. A Itália registrou 1.389 casos, elevando o total para 210.717.
 A Malásia registrou 122 novos casos, elevando o número total para 6.297. As autoridades de saúde da Malásia também relataram duas novas mortes, elevando o número de mortos para 105.
 A Nova Zelândia registrou dois novos casos, elevando o total para 1.487 (1.136 confirmados e 351 prováveis). As autoridades de saúde da Nova Zelândia também relataram três novas recuperações, elevando o total para 1.266.
 Os Países Baixos registraram 335 novos casos, elevando o total para 40.471. Os holandeses registraram 69 novas mortes, elevando o total para 5.056.
 O Reino Unido registrou 315 mortes, elevando o número de mortos para 28.446, incluindo hospitais, casas de repouso e figuras da comunidade.
 A Rússia registrou 10.633 novos casos.
 Singapura registrou 657 novos casos, elevando o total para 18.205. Além disso, o Ministério da Saúde de Cingapura atribuiu a flutuação de casos nos últimos dias a uma carteira de casos em laboratório, com etapas para corrigir isso em andamento. Uma morte foi confirmada mais tarde, elevando o total para 18.
 A Tailândia registrou três novos casos, elevando o total para 2.966. O país registrou um total de 54 mortes.
 A Turquia registrou 61 mortes, elevando o número de mortes para 3.397. A Turquia registrou 1.670 novos casos, elevando o total para 120.045. Um total de 63.151 se recuperaram.
 A Ucrânia registrou 502 novos casos e 9 novas mortes, elevando o número total para 11.913 e 288, respectivamente; um total de 1.547 pacientes se recuperaram.
 O Vietnã registrou seu primeiro novo caso em nove dias, elevando o total para 271. Mais de 30.500 pessoas foram colocadas em quarentena e 261.000 foram testadas.

### 4 de maio
A Alemanha registrou 679 novos casos, elevando o total para 163.175. A Alemanha registrou 43 mortes, elevando o número de mortes para 6.692.
 Bangladesh registrou 688 novos casos, elevando o total para 10.143. O país registrou um total de 182 mortes.
 O Brasil registrou 4.075 novos casos, elevando o total para 105.222. O Brasil registrou 263 mortes, elevando o número de mortes para 7.288.
 O Chile registrou 980 novos casos, elevando o total para 20.643. O país também relatou 10 novas mortes, elevando o total para 270.
 A China registrou três novos casos, elevando o total para 82.880. A China também relatou 13 novos casos assintomáticos.
 A Coréia do Sul registrou oito novos casos, elevando o total para 10.801.
 As Filipinas registraram 16 novas mortes, elevando o número de mortos para 623. As Filipinas também registraram 262 novos casos, elevando o total para 9.485.
 A Indonésia registrou 395 novos casos, elevando o total para 11.587. O oficial do Ministério da Saúde da Indonésia, Achmad Yuriato, também confirmou 19 novas mortes, elevando o total para 864. Um total de 1.954 se recuperou.
 O Irã registrou 74 novas mortes, elevando o número de mortos para 6.277. O Irã registrou um total de 98.647 casos.
 A Itália registrou 195 novas mortes, elevando o número de mortes para 29.079. A Itália registrou 1.221 novos casos, elevando o total para 211.938. 99.980 continuam infectados com 1.479 em terapia intensiva. 82.879 se recuperaram e 1,48 milhões foram testados para o COVID-19.
 Israel registrou 38 novos casos, elevando o número total para 16.246. Três pessoas morreram, elevando o número de mortos para 233. Um total de 10.064 pessoas se recuperaram e 6.436 pessoas foram testadas.
 A Malásia registrou 55 novos casos, elevando o total para 6.353. 71 pessoas foram dispensadas, elevando o número de recuperados para 4.484. A Malásia não registrou novas mortes, com o número de mortos permanecendo em 105.
 A Nova Zelândia não registrou novos casos, mas um caso provável foi reclassificado como confirmado, mantendo o total em 1.487 (1.137 confirmados e 350 prováveis). Além disso, as autoridades de saúde da Nova Zelândia confirmaram dez novas recuperações, elevando o total para 1.276.
 Os Países Baixos registraram 199 novos casos, elevando o total para 40.770. As autoridades holandesas registraram 26 novas mortes, elevando o número de mortos para 5.082.
 O Reino Unido registrou 288 mortes, elevando o número de mortos para 28.734.
 A Rússia registrou 10.581 novos casos.
 Singapura registrou 573 novos casos, elevando o total para 18.778.
 A Ucrânia registrou 418 novos casos e 15 novas mortes, elevando o número total para 12.331 e 303, respectivamente; um total de 1.619 pacientes se recuperou.

### 5 de maio
A Alemanha registrou 685 novos casos, elevando o total para 139.860. A Alemanha também registrou 139 mortes, elevando o total para 6.831.
 O Brasil registrou 6.935 novos casos, elevando o total para 114.715. As autoridades de saúde também relataram 600 novas mortes, elevando o total para 7.921.
 A China relatou um novo caso e 15 casos assintomáticos.
 A Espanha registrou 185 mortes, elevando o número de mortos para 25.428. O país registrou um total de 219.329 casos.
 Os Estados Unidos registraram um total de 70.115 mortes, 1.192.119 casos e 187.000 recuperações. Os estados mais atingidos são Nova York (27.073 mortes e mais de 321.000 casos) e Nova Jersey (8.244 mortes e mais de 130.600 casos).
 As Filipinas registraram 14 novas mortes, elevando o número de mortes para 637. As autoridades de saúde também registraram 199 novos casos, elevando o número total para 9.684. 93 pacientes se recuperaram, elevando o total para 1.408.
 A França registrou 330 mortes, elevando o número de mortos para 25.531. 25.755 pessoas permanecem no hospital, com 3.430 em terapia intensiva, ante 25.548 e 3.696, respectivamente.
 O Iêmen registrou nove novos casos, elevando o total para 21 e três mortes.
 O Irã registrou 1.323 novos casos, elevando o total para 99.970. As autoridades de saúde iranianas também registraram 63 mortes, elevando o número de vítimas para 6.340.
 A Itália registrou 236 novas mortes, elevando o número de mortes para 29.315. A Itália registrou 1.075 novos casos, elevando o total para 213.013.
 Madagascar registrou um total de 149 casos e nenhuma morte.
 A Malásia registrou 30 novos casos, elevando o total para 6.883. 83 pacientes receberam alta, elevando o número total de recuperações para 4.567. A Malásia registrou uma nova morte, elevando o número de mortes para 106.
 A Nova Zelândia não registrou novos casos e um caso provável anterior foi rescindido, diminuindo o total para 1.486 (1.137 confirmados e 349 prováveis). Foram relatadas 26 novas recuperações, elevando o total para 1.302.
 O Peru registrou um total de 51.189 casos e 1.444 mortes.
 O Reino Unido registrou mais de 30.000 mortes, incluindo 29.648 na Inglaterra e no País de Gales.
 A Rússia registrou 10.102 novos casos, elevando o total para 155.370. A Rússia também registrou 95 mortes, elevando o número de mortes para 1.451.
 Singapura registrou 632 novos casos, elevando o total para 19.410. Além disso, um paciente que teve COVID-19 morreu de ataque cardíaco.
 O Sudão registrou quatro novas mortes, elevando o número de mortos para 45. As autoridades sudanesas registraram 100 novos casos, elevando o total para 778. 70 pessoas se recuperaram do coronavírus.
 A Tailândia registrou um novo caso, elevando o número total para 2.988. A Tailândia não registrou novas mortes com o número de mortos remanescente em 54. 2.747 se recuperaram enquanto 84 ainda estão sendo tratados em hospitais.
 A Turquia registrou 59 mortes, elevando o número de mortos para 3.250. A Turquia também registrou 1.832 novos casos, elevando o total para 129.491.
 A Ucrânia registrou 366 novos casos e 13 novas mortes, elevando o número total para 12.697 e 316, respectivamente; um total de 1.875 pacientes se recuperaram.
- Existem mais de 3.500.000 milhões de casos confirmados no mundo.[24]

### 6 de maio
A Alemanha registrou 947 casos, elevando o total para 164.807. 165 morreram, elevando o número de mortos para 6.996.
 O Canadá registrou um total de 4.111 mortes e 62.458 casos.
 O Catar registrou 830 casos, elevando o total para 15.890. O número total de recuperações é de 2.070.
 A China registrou dois novos casos e 20 novos casos assintomáticos.
 No Equador, a tribo Secoya (também conhecida como Siekopai) registrou 15 casos entre 744 habitantes.
 A Eslováquia registrou um total de 1.429 casos e 25 mortes, sendo as recuperações cerca da metade do número total de casos.
 A Espanha registrou 244 mortes, elevando o número de mortos para 25.857. A Espanha registrou 996 novos casos, elevando o total para 220.325.
 As Filipinas registraram 320 novos casos, elevando o total para 10.004. As Filipinas registraram 21 novas mortes, elevando o número de mortes para 658.
 A França registrou 4.183 novos casos. As autoridades francesas também relataram 278 novas mortes (181 em hospitais e 97 em lares de idosos), elevando o número de mortes para 16.237. 24.983 permanecem no hospital e 3.147 em terapia intensiva.
 O Iêmen registrou três mortes e 25 casos.
 O Irã registrou 1.680 novos casos, elevando o número total além da marca de 100.000.
 A Itália registrou 369 mortes, elevando o número de mortes para 29.684. A Itália registrou 1.444 casos, elevando o total para 214.457. 91.528 permaneceram infectados com 1.333 em terapia intensiva. 1.550 milhões de pessoas foram testadas.
 A Malásia registrou 45 novos casos, elevando o total para 6.248. A Malásia deu alta a 135 pacientes, elevando o número de recuperações para 4.702. A Malásia também relatou uma nova morte, elevando o número de mortos para 107.
 A Nova Zelândia registrou dois novos casos (1 confirmado e 1 provável), elevando o total para 1.488 (1.138 confirmados e 350 prováveis). As autoridades de saúde da Nova Zelândia relataram 14 novas recuperações, elevando o total para 1.316. A Nova Zelândia registrou uma nova morte, elevando o número de mortos para 21.
 A Rússia registrou 10.559 casos, elevando o total para 165.929. A Rússia registrou 86 mortes, elevando o número de mortos para 1.537.
 Singapura registrou 788 novos casos, elevando o total para 20.198. Duas mortes foram confirmadas, elevando o número de mortos para 20.
 A Turquia registrou 64 novas mortes, elevando o número de mortos para 3.584. A Turquia registrou 2.253 novos casos, elevando o total para 131.744. Um total de 78.202 se recuperaram.
 A Ucrânia registrou 487 novos casos e 11 novas mortes, elevando o número total para 13.184 e 327, respectivamente; um total de 2.097 pacientes se recuperaram.

### 7 de maio
O Afeganistão registrou um total de 3.563 casos e 106 mortes. Cabul registrou 925 casos, incluindo 346 equipes médicas.
 Chegou a 8.000 o número total de casos na África do Sul.
 A Bielorrússia registrou um total de 19.225 casos e pelo menos 112 mortes. O governo da Bielorrússia se recusou a impor restrições de bloqueio e medidas de quarentena.
 O Brasil registrou 10.503 novos casos confirmados e 615 mortes.
 O Catar registrou 918 novos casos, elevando o total para 16.592. O número de mortos permanece em 12.
 A China registrou dois novos casos, elevando a contagem oficial para 82.885. O número oficial de mortos é de 4.633.
 A Espanha registrou 213 mortes, elevando o número de mortes para 26.070. A Espanha registrou um total de 221.447 casos.
 Os Estados Unidos relataram sua primeira morte sob custódia de imigração. Carlos Ernestor Escobar morreu de complicações relacionadas ao COVID-19 em um centro de detenção de imigração de San Diego.
 A França registrou 178 novos casos, elevando o total para 25.987. 23.208 permanecem no hospital, com 2.961 em terapia intensiva.
 A Índia registrou 3.561 novos casos, elevando o total para 52.952. As autoridades indianas registraram 1.783 mortes.
 A Indonésia registrou 338 novos casos, elevando o total para 12.776. 35 morreram, elevando o número de mortos para 930. 96.717 pessoas foram testadas e 2.381 se recuperaram.
 A Itália registrou 274 mortes, elevando o número de mortes para 29.958. A Itália registrou 1.401 novos casos, elevando o total para 215.858.
 A Letônia registrou um total de 909 casos e 18 mortes.
 A Malásia registrou 39 novos casos, elevando o número total para 6.467. 74 pacientes receberam alta, elevando o número total de recuperados para 4.776. 1.584 permanecem hospitalizados, sendo 19 em terapia intensiva e 18 em suporte ventilatório. O número de mortos permanece em 107.
 O México registrou um total de 27.634 casos e 2.704 mortes.
 A Nova Zelândia registrou um novo caso, elevando o total para 1.489 (1.139 confirmados e 350 prováveis). As autoridades de saúde também relataram 16 novas recuperações, elevando o total para 1.332. Um recorde de 7.323 testes foi concluído no dia anterior.
 Os Países Baixos registraram 455 casos, elevando o total para 41.774. As autoridades de saúde holandesas registraram 84 novas mortes, elevando o número de mortes para 5.288.
 O Reino Unido registrou 539 novas mortes, elevando o número de mortes para 30.615.
 A Rússia registrou 11.231 novos casos (6.703 em Moscou), elevando o total para 177.160 (92.676 em Moscou). A Rússia também registrou 88 novas mortes, elevando o número de mortos para 1.625. O prefeito de Moscou, Sergei Sobyanin, afirmou que o número de casos em Moscou é muito maior do que os números oficiais.
 Singapura registrou 741 novos casos, elevando o total para 20.939.
 A Tailândia registrou três novos casos, elevando o total para 2.992.
 A Turquia registrou 57 novas mortes, elevando o número de mortes para 3.641. A Turquia também registrou 1.977 novos casos, elevando o total para 133.721.
 A Ucrânia registrou 507 novos casos e 13 novas mortes, elevando o número total para 13.691 e 340, respectivamente; um total de 2.396 pacientes se recuperaram.

### 8 de maio
A Argentina registrou um total de mais de 5.000 casos e 270 mortes.
 A Austrália registrou um total de menos de 7.000 casos e 100 mortes. 800 pessoas permanecem nos hospitais.
 Brasil registra um total de 146.894 casos e 10.017 mortes.
 O Catar registrou 1.311 novos casos, elevando o total para mais de 20.000. A maioria desses casos ocorreu entre trabalhadores migrantes estrangeiros. O país registrou 12 mortes.
 A China relatou um novo caso e 15 novos casos assintomáticos. A China registrou oficialmente um total de 82.887 casos, 78.000 recuperações e 4.633 mortes.
 A Espanha registrou 229 novas mortes, elevando o número de mortes para 26.229. O país também relatou um total de 222.857 casos.
 Nos Estados Unidos, Nova York relatou que 73 crianças foram infectadas com uma nova síndrome inflamatória que se acredita estar ligada ao COVID-19. Um garoto de cinco anos de idade morreu.
 A França registrou 243 mortes, elevando o número de mortos para 26.230. 2.868 permanecem em terapia intensiva.
 Honduras registrou um total de 1.461 casos e 99 mortes.
 A Itália registrou 243 mortes, elevando o número de mortos para 30.201.
 O Iêmen registrou nove novos casos, elevando o total para 34. O Iêmen registrou duas mortes, elevando o número de mortos para sete.
 A Malásia registrou 68 novos casos, trazendo um total de 6.535 casos. 1.564 permanecem nos hospitais, sendo 19 em terapia intensiva e 18 em suporte ventilatório. O número de mortos permanece em 107.
 A Nova Zelândia registrou um novo caso confirmado, enquanto um provável caso anterior foi reclassificado como confirmado, elevando o total para 1.490 (1.141 confirmados e 349 suspeitos). Foram relatadas 15 novas recuperações, elevando o total para 1.347, ou 90% de todos os casos. Um recorde de 7.812 testes foram concluídos no dia anterior.
 A Rússia registrou 10.699 novos casos, elevando o total para 187.859. A Rússia registrou 98 mortes, elevando o número de mortos para 1.723.
 A Singapura registrou 768 novos casos, trazendo a um total de 21.707 casos.
 A Tailândia registrou oito novos casos, tendo um total de 3.000 casos. O número de mortes permanece em 55.
 A Ucrânia registrou 504 novos casos e 21 novas mortes, trazendo um número total de 14.195 casos e 361 mortes respectivamente. Um total de 2.706 pacientes foram curados.

### 9 de maio
A Alemanha registrou 1.251 casos, elevando o total para 168.551. A Alemanha registrou 147 mortes, elevando o número de mortes para 7.369.
 A Austrália registrou um total de 6.927 casos e 97 mortes.
 A Bielorrússia registrou um total de 21.101 casos e 26 mortes.
 O Catar registrou 1.130 casos, elevando o total para 21.331. O Catar relatou uma morte, elevando o número de mortos para 13.
 O Canadá registrou 157 novas mortes, elevando o número de mortos para 4.628. O Canadá registrou 1.381 casos, elevando o total para 66.780.
 A Coréia do Sul registrou 18 novos casos, elevando o total para 10.840. O país registrou 256 mortes.
 A Espanha registrou 721 novos casos, elevando o total para 223.578. A Espanha também registrou 179 mortes, elevando o total para 26.478.
 Os Estados Unidos registraram um total de 1.342.329 casos, 79.906 mortes e 232.821 recuperações. Em Nova York, o governador Andrew Cuomo anunciou que mais três crianças morreram de uma doença infecciosa ligada ao COVID-19.
 As Filipinas registraram 147 casos, elevando o total para 10.610. As Filipinas registraram 8 mortes, elevando o total para 704.
 A França registrou 80 mortes, elevando o número de mortes para 26.310. 22.614 permanecem no hospital e 2.812 em terapia intensiva.
 A Indonésia registrou 533 novos casos, elevando o total para 13.645. A Indonésia registrou 16 mortes, elevando o total para 959.
 O Irã registrou 1.529 novos casos, elevando o total para 106.220. O Irã registrou 48 mortes, elevando o número de mortos para 6.589. Embora a maioria das províncias tenha visto uma queda nos casos, os casos continuaram a aumentar no Khuzestan.
 A Itália registrou 194 mortes, elevando o número de mortos para 30.395. A Itália registrou 1.083 novos casos, elevando o total para 218.268. 1.034 permanecem em terapia intensiva.
 A Malásia registrou 54 novos casos, elevando o total para 6.589. A Malásia registrou uma morte, elevando o total para 108.
 A Nova Zelândia registrou dois novos casos (um confirmado e o outro provável), elevando o total para 1.492 (1.142 confirmados e 350 prováveis). Foram relatadas 21 novas recuperações, elevando o total para 1.368.
 O Reino Unido registrou 346 mortes, elevando o número de mortes para 31.587.
 A Rússia registrou 10.817 casos, elevando o total para 198.676. A Rússia registrou 104 mortes, elevando o número de mortos para 1.827.
 Singapura registrou 753 novos casos, elevando o total para 22.460.
 A Tailândia registrou quatro novos casos, elevando o total para 3.004. A Tailândia também relatou uma morte, elevando o número de mortos para 56.
 A Ucrânia registrou 515 novos casos e 15 novas mortes, elevando o número total para 14.710 e 376, respectivamente; um total de 2.909 pacientes se recuperaram.

### 10 de maio
A Alemanha registrou 667 novos casos, elevando o total para 169.218. A Alemanha também registrou 26 mortes, elevando o número de mortes para 7.395.
 O Brasil registrou um total de 10.627 mortes e 155.939 casos. No entanto, os cientistas acreditam que os números reais são mais altos devido à falta de testes generalizados.
 O Canadá registrou 100 novas mortes, elevando o número de mortos para 4.728. O Canadá registrou 1.216 novos casos, elevando o total para 66.796.
 A China registrou 14 novos casos (12 transmissões comunitárias e 2 importados); 11 desses casos ocorreram na província de Jilin e um em Hubei.
 A Coréia do Sul registrou 34 novos casos (26 transmissões comunitárias e oito importados). A maioria destes casos têm sido associados a clubes noturnos em Seul 's Itaewon distrito.
 A Espanha registrou 143 mortes, elevando o número de mortes para 26.621. A Espanha registrou 224.390 vítimas.
 Nos Estados Unidos, pelo menos 25.600 residentes e trabalhadores morreram em casas de repouso e outras instituições de longa permanência para idosos. O coronavírus afetou 143.000 pessoas em cerca de 7.500 instalações.
 As Filipinas registraram 184 novos casos, elevando o total para 10.794. Foram registradas 15 mortes, elevando o número de mortos para 719. 82 se recuperaram, elevando o número total de recuperados para 1.924.
 A França registrou 70 novas mortes, elevando o número de mortes para 26.380. 36 pessoas receberam alta da terapia intensiva, reduzindo o número total em terapia intensiva para 2.776.
 O Irã registrou 51 novas mortes.
 O Líbano registrou 36 novos casos, elevando o total para 845. O número de mortos no Líbano permanece em 26.
 A Malásia registrou 67 novos casos (49 deles estrangeiros), elevando o total para 6.656. 1.525 permanecem no hospital; 18 em terapia intensiva e 6 em ventiladores. 96 tiveram alta, elevando o número total de recuperações para 5.025. O número de mortos permanece em 108.
 A Nova Zelândia registrou dois novos casos (ambos confirmados), elevando o total para 1.494 (1.144 confirmados e 350 prováveis). Duas pessoas permanecem no hospital. Três pessoas se recuperaram, elevando o total para 1.371.
 O Reino Unido registrou 269 mortes, elevando o número nacional de mortes para 31.855.
 A Rússia registrou 11.012 novos casos, elevando o total para 209.668. A Rússia registrou 88 mortes, elevando o número de mortes para 1.195.
 Singapura registrou 876 novos casos, elevando o total para 23.336. Além disso, 33 testes de falsos positivos foram registrados devido a problemas de calibração em um dos kits de teste.
 A Tailândia registrou cinco novos casos, elevando o total para 3.009. O número de mortos permanece em 59.
 A Turquia registrou um total de 137.115 casos e 3.739 mortes.
 A Ucrânia registrou 522 novos casos e 15 novas mortes, elevando o número total para 15.232 e 391, respectivamente; um total de 2.909 pacientes se recuperaram.
- Existem mais de 4 milhões de casos confirmados no mundo.[63]

### 11 de maio
A Malásia registrou 70 novos casos, elevando o total para 6.726. Existem 1.504 casos ativos, sendo 20 casos em terapia intensiva. 88 tiveram alta, elevando o número total de recuperados para 5.113. A Malásia registrou uma nova morte, elevando o número de mortos para 109.
 A Nova Zelândia registrou três novos casos (todos confirmados), elevando o total para 1.497 (1.147 confirmados e 350 prováveis). Foram relatadas 15 novas recuperações, elevando o total para 1.386. O número de casos ativos caiu abaixo de 90.
 Singapura registrou 486 novos casos, elevando o total para 23.822. Posteriormente, 35 resultados falsos positivos foram subtraídos da contagem, elevando o total para 23.787. Mais uma morte foi confirmada mais tarde, elevando o número de mortos para 21, com outra que morreu de ataque cardíaco e, posteriormente, deu positivo.
 A Ucrânia registrou 416 novos casos e 17 novas mortes, elevando o número total para 15.648 e 408, respectivamente; um total de 3.288 pacientes se recuperaram.

### 12 de maio
A Índia registrou 87 mortes e 3.604 novos casos, elevando o número total de casos para 70.756.
 A Malásia registrou mais 16 casos, elevando o número total para 6.742. 110 pacientes se recuperaram, elevando o número total para 5.223. O número de mortos permanece em 109.
 A Nova Zelândia não registrou novos casos, com o total restante em 1.497 (1.147 confirmados e 350 prováveis). 12 novas recuperações foram relatadas, elevando o número total de recuperações para 1.398.
 Singapura registrou 884 novos casos, elevando o total para 24.671. Mais duas mortes por outras causas foram registradas, posteriormente testadas como positivas.
 A Ucrânia registrou 375 novos casos e 17 novas mortes, elevando o número total para 16.023 e 425, respectivamente; um total de 3.373 pacientes se recuperaram.

### 13 de maio
A Indonésia registrou 689 novos casos, elevando os casos para 15.438. 21 morreram, elevando o número de mortos para 1.028. 3.287 se recuperaram.
 O Lesoto relatou seu primeiro caso.
 A Malásia registrou 37 novos casos (quatro importados e 33 locais), elevando o total para 6.779. 58 se recuperaram, elevando o número total de recuperações para 5.281. A Malásia registrou duas mortes, elevando o número de mortos para 111.
 A Nova Zelândia não registrou novos casos, permanecendo o número total de casos em 1.497. As autoridades da Nova Zelândia também relataram quatro recuperações, elevando o total para 1.402.
 Singapura registrou 675 novos casos, elevando o total para 25.346.
 A Ucrânia registrou 402 novos casos e 14 novas mortes, elevando o número total para 16.425 e 439, respectivamente; um total de 3.716 pacientes se recuperou.

### 14 de maio
- Relatório de situação 115 da OMS.[81]

 A Malásia registrou 40 novos casos, elevando o total para 6.819. 70 pacientes receberam alta, elevando o número total de recuperações para 5.351. A Malásia também relatou uma nova morte, elevando o número de mortos para 112.
 A Nova Zelândia não registrou novos casos, com o total permanecendo em 1.497. Nove pessoas se recuperaram, elevando o número total de recuperados para 1.411.
 Singapura registrou 752 novos casos, elevando o total para 26.098.
 A Ucrânia registrou 422 novos casos e 17 novas mortes, elevando o número total para 16.847 e 456, respectivamente; um total de 4.143 pacientes se recuperaram.

### 15 de maio
- Relatório de situação 116 da OMS.[86]

 A Malásia registrou 36 novos casos, elevando o número total de casos para 6.855. Existem 1.304 casos ativos. 88 pessoas se recuperaram, elevando o número total de recuperados para 5.439.
 A Nova Zelândia registrou um novo caso, elevando o total para 1.498 casos (1.148 confirmados e 350 prováveis). Mais 10 pessoas se recuperaram, elevando o número total para 1.421. O novo caso foi vinculado ao grupo do Colégio Marista.
 Singapura registrou 793 novos casos, elevando o total para 26.891.
 A Ucrânia registrou 483 novos casos e 20 novas mortes, elevando o número total para 17.330 e 476, respectivamente; um total de 4.473 pacientes se recuperaram.

### 16 de maio
- Relatório de situação 117 da OMS.[92]

 A Malásia registrou 17 novos casos, elevando o número total de casos para 6.782. 73 pacientes se recuperaram, elevando o número total para 5.512. As autoridades da Malásia também relataram uma nova morte, elevando o número de vítimas para 113.
 A Nova Zelândia não registrou novos casos, com o número total permanecendo em 1.498. Sete pessoas se recuperaram, elevando o número total de recuperações para 1.428.
 Singapura registrou 465 novos casos, elevando o total para 27.356. Outra morte foi confirmada mais tarde, elevando o total para 22.
 A Ucrânia registrou 528 novos casos e 21 novas mortes, elevando o número total para 17.858 e 497, respectivamente; um total de 4.473 pacientes se recuperaram.

### 17 de maio
- Relatório de situação 118 da OMS.[97]

 A Malásia registrou 22 novos casos, elevando o número total para 6.894. Existem 1.210 casos ativos, enquanto 59 se recuperaram, elevando o número total de recuperações para 5.571.
 A Nova Zelândia registrou um novo caso, elevando o número total de casos confirmados e prováveis para 1.499. Restam 45 casos ativos. Mais cinco pessoas se recuperaram, elevando o número total de recuperações para 1.433. O último caso confirmado é uma criança de Canterbury ligada ao cluster de Rosewood em Christchurch.
 Singapura registrou 682 novos casos, elevando o total para 28.038.
 A Ucrânia registrou 433 novos casos e 17 novas mortes, elevando o número total para 18.291 e 514, respectivamente; um total de 5.116 pacientes se recuperou.

### 18 de maio
- Relatório de situação 119 da OMS.[103]

 A Malásia registrou 47 novos casos, elevando o número total de casos para 6.941. 44 receberam alta hospitalar, elevando o número total de recuperações para 5.615. Existem 1.213 casos ativos, sendo 13 em terapia intensiva e seis em suporte ventilatório.
 A Nova Zelândia não registrou novos casos, recuperações ou mortes; com o número total de casos prováveis e confirmados restantes 1.499, casos recuperados 1.433 e óbitos 21. Restam 45 casos ativos, com dois restantes nos hospitais.
 Singapura registrou 305 novos casos, elevando o total para 28.343.
 A Ucrânia registrou 325 novos casos e 21 novas mortes, elevando o número total para 18.616 e 535, respectivamente; um total de 5.276 pacientes se recuperaram.

### 19 de maio
- Relatório de situação 120 da OMS.[108]

 A China registrou 6 novos casos, incluindo um em Wuhan.
 A Malásia registrou 37 novos casos, elevando o número total para 6.978. Mais uma morte foi relatada, elevando o número de mortos para 114. 31 se recuperaram, elevando o número total de recuperados para 5.646. Existem 1.213 casos ativos, sendo 11 em terapia intensiva e seis em suporte ventilatório.
 A Nova Zelândia registrou quatro novos casos, elevando o número total de casos confirmados e prováveis para 1.503 (1.153 confirmados e 350 prováveis). Nove pessoas se recuperaram, elevando o número total para 1.442. Existem 40 casos ativos, abaixo dos cinco do dia anterior.
 Singapura registrou 451 novos casos, elevando o total para 28.794.
 A Ucrânia registrou 260 novos casos e 13 novas mortes, elevando o número total para 18.876 e 548, respectivamente; um total de 5.632 pacientes se recuperaram.

### 20 de maio
- Relatório de situação 121 da OMS.[114]

 A Malásia registrou 31 novos casos, elevando o total para 7.009. 60 pacientes receberam alta, elevando o número total de recuperações para 5.706. Existem 1.189 casos ativos em hospitais, sendo 11 em terapia intensiva e sete em suporte ventilatório.
 A Nova Zelândia registrou cinco novas recuperações, elevando o número total de recuperações para 1.447. Existem 35 casos ativos, com um caso permanecendo no hospital. O número total de casos prováveis e confirmados é de 1.503, enquanto o número de mortes permanece em 21.
 Singapura registrou 570 novos casos, elevando o total para 29.364.
 A Ucrânia registrou 354 novos casos e 16 novas mortes, elevando o número total para 19.230 e 564, respectivamente; um total de 5.955 pacientes se recuperaram.

### 21 de maio
- Relatório de situação 122 da OMS.[120]

 A Malásia registrou 50 novos casos, elevando o total para 7.050. Existem 1.149 casos ativos, dez em terapia intensiva e sete em suporte respiratório. 90 pessoas receberam alta, elevando o número total de recuperações para 5.796.
 A Nova Zelândia registrou cinco novas recuperações, elevando o número total para 1.452. Existem 30 casos ativos, com um permanecendo no hospital. O número total de casos prováveis e confirmados é de 1.502, enquanto o número de mortes permanece em 21.
 Singapura registrou 448 novos casos, elevando o total para 29.812. Outra morte foi confirmada mais tarde, elevando o total para 23.
 A Ucrânia registrou 476 novos casos e 15 novas mortes, elevando o número total para 19.706 e 579, respectivamente; um total de 6.227 pacientes se recuperou.
- O secretário-geral da ONU, António Guterres, lança uma nova iniciativa da ONU chamada Verified para combater a desinformação do COVID-19.[125][126]

### 22 de maio
- Relatório de situação 123 da OMS.[127]

 A Malásia registrou 78 novos casos, elevando o número total para 7.137. Existem 1.163 casos ativos, sendo nove em terapia intensiva e cinco em suporte ventilatório. 63 se recuperaram, elevando o número total de recuperações para 5.859. A Malásia também relatou uma nova morte, elevando o número de mortos para 115.
 A Nova Zelândia registrou um novo caso, elevando o número total de casos prováveis e confirmados para 1.504. Três pessoas se recuperaram, elevando o número total de recuperações para 1.455. Existem 28 casos ativos com um no hospital.
 Singapura registrou 614 novos casos, elevando o total para 30.426.
 A Ucrânia registrou 442 novos casos e 9 novas mortes, elevando o número total para 20.148 e 588, respectivamente; um total de 6.585 pacientes se recuperou.

### 23 de maio
- Relatório de situação 124 da OMS.[132]

 A Malásia registrou 48 novos casos, elevando o total para 7.185. Houve 1.158 casos ativos, sendo nove em terapia intensiva e cinco em suporte ventilatório. 53 tiveram alta, elevando o número total de recuperações para 5.912. O número de mortos é de 115.
 A Nova Zelândia não registrou novos casos, mortes e recuperações. O número total de casos confirmados e prováveis é de 1.504; o número de mortos aos 21 anos; e o número de recuperações em 1.455.
 Singapura registrou 642 novos casos, elevando o total para 31.068.
 A Ucrânia registrou 432 novos casos e 17 novas mortes, elevando o número total para 20.580 e 605, respectivamente; um total de 6.929 pacientes se recuperaram.

### 24 de maio
- Relatório de situação 125 da OMS.[137]

 O Brasil registrou um total de mais de 363.000 casos e quase 23.000 mortes.
 A Malásia registrou 60 novos casos, elevando o total para 7.245. Existem 1.185 casos ativos, sendo nove em terapia intensiva e quatro em suporte ventilatório. 33 tiveram alta, elevando o número total de recuperações para 5.945. O número de mortos permanece em 115.
 A Nova Zelândia registrou uma nova recuperação, elevando o número total de recuperações para 1.456 e deixando 27 casos ativos. O número total de casos confirmados e provavelmente permanece em 1.154 e o número de mortes em 21.
 Singapura registrou 548 novos casos, elevando o total para 31.616.
 A Ucrânia registrou 406 novos casos e 12 novas mortes, elevando o número total para 20.986 e 617, respectivamente; um total de 7.108 pacientes se recuperaram.

### 25 de maio
- Relatório de situação 126 da OMS.[143]

 As Filipinas registraram 284 novos casos, elevando o total para 14.319. As Filipinas também relataram que 74 se recuperaram, elevando o total para 3.323. Houve cinco novas mortes, elevando o número de mortes para 873.
 A Malásia registrou 172 novos casos, elevando o número total de casos para 7.417. Existem 1.410 casos ativos. 34 tiveram alta, elevando o número total de recuperações para 5.979. O número de mortos permanece em 115.
 A Nova Zelândia não registrou novos casos, recuperações e mortes, que permanecem em 1.504 (1.154 confirmados e 350 prováveis), 1.456 e 21, respectivamente. Existem 27 casos ativos.
 Singapura registrou 344 novos casos, elevando o total para 31.960.
 A Ucrânia registrou 259 novos casos e 6 novas mortes, elevando o número total para 21.245 e 623, respectivamente; um total de 7.108 pacientes se recuperaram.

### 26 de maio
- Relatório de situação 127 da OMS.[149]

 A Malásia registrou 187 novos casos (10 importados e 177 transmissões locais), elevando o número total para 7.604. Das 177 transmissões locais, 173 envolveram estrangeiros detidos em centros de detenção de imigração. 62 tiveram alta, elevando o número total de recuperações para 6.041. Existem 1.448 casos ativos na Malásia; com oito em terapia intensiva e cinco em suporte ventilatório.
 A Nova Zelândia relatou cinco novas recuperações, elevando o número total de recuperadas para 1.461. Existem 22 casos ativos, com o número total confirmado e os casos prováveis restantes 1.504. O número de mortos permaneceu em 21.
 Singapura registrou 383 novos casos, elevando o total para 32.343.
 A Ucrânia registrou 339 novos casos e 21 novas mortes, elevando o número total para 21.584 e 644, respectivamente; um total de 7.575 pacientes se recuperaram.
- Os protestos de George Floyd começam em Minneapolis.[156] Em grande parte através da mídia social, eles se espalharam mais tarde por todo o país e ao redor do mundo. Especialistas em saúde e funcionários públicos expressaram preocupação de que essas reuniões de massa possam causar uma disseminação exacerbada do vírus desde 31 de maio ou antes.[157][158][159][160][161][162][163][164]

### 27 de maio
- Relatório de situação 128 da OMS.[165]

 Os Estados Unidos relataram 100.000 mortes como resultado da pandemia COVID-19, com 29.000 registradas no estado de Nova York.
 A Malásia registrou 15 novos casos (o número mais baixo desde que a ordem de controle de movimento começou em 18 de março), elevando o total para 7.619. 42 tiveram alta, elevando o número total de recuperações para 6.083. Existem 1.421 casos ativos; com seis em terapia intensiva e quatro em suporte ventilatório. O número de mortos permanece em 115.
 A Nova Zelândia registrou uma nova recuperação, elevando o número total de recuperados para 1.462. Existem 21 casos ativos, com o número total de casos confirmados e provavelmente restantes 1.504. O número de mortos ainda é de 21.
 Singapura registrou 533 novos casos, elevando o total para 32.876.
 A Ucrânia notificou 321 novos casos e 14 novas mortes, elevando o número total para 21.905 e 658, respectivamente; um total de 7.995 pacientes se recuperaram.

### 28 de maio
- Relatório de situação 129 da OMS.[173]

 A Malásia registrou dez novos casos, elevando o número total para 7.629. 86 pacientes receberam alta, elevando o número total de recuperações para 6.169. São 1.345 casos ativos, sendo oito em terapia intensiva e quatro em suporte ventilatório. O número de mortos permanece em 115.
 A Nova Zelândia relatou 12 novas recuperações, elevando o número total de recuperadas para 1.474. Restam oito casos ativos depois que foi relatado que uma morte estava ligada ao agrupamento de casas de repouso St Margaret's em Auckland; elevando o número de mortos para 22. O número total de casos permanece em 1.504 (1.154 confirmados e 350 prováveis).
 A Rússia registrou 174 mortes, elevando o número de mortos para 4.142. A Rússia também relatou 8.371 novos casos, elevando o total para 379.051.
 Singapura relatou 373 novos casos, elevando o total para 33.249.
 A Ucrânia notificou 477 novos casos e 11 novas mortes, elevando o número total para 22.382 e 669, respectivamente; um total de 8.439 pacientes se recuperaram.

### 29 de maio
- Relatório de situação 130 da OMS.[181]

 A Malásia notificou 103 novos casos, elevando o total para 7.732. 66 pacientes receberam alta, elevando o número total de recuperações para 6.235. São 1.382 casos ativos, sendo oito em terapia intensiva e dois em suporte ventilatório.
 A Nova Zelândia relatou sete novas recuperações, elevando o número total de recuperações para 1.481. Há um caso ativo, sendo o total de casos 1.504 (1.154 confirmados e 350 prováveis). O número de mortos permanece em 22.
 Singapura registrou 611 novos casos, elevando o total para 33.860.
 A Ucrânia notificou 429 novos casos e 10 novas mortes, elevando o número total para 22.811 e 679, respectivamente; um total de 8.934 pacientes se recuperaram.

### 30 de maio
- Relatório de situação 131 da OMS.[187]

 A Malásia notificou 30 novos casos, elevando o número total para 7.762. 95 pacientes receberam alta, elevando o número total de recuperados para 6.330. São 1.137 casos ativos, sendo nove pacientes em terapia intensiva e dois em suporte ventilatório. O número de mortos permanece em 115.
 A Nova Zelândia não relatou novos casos, recuperações ou mortes, com o número total remanescente 1.504, 1.481 e 22, respectivamente. Resta apenas um caso ativo.
 Singapura relatou 506 novos casos, elevando o total para 34.366.
 A Ucrânia notificou 393 novos casos e 17 novas mortes, elevando o número total para 23.204 e 696, respectivamente; um total de 9.311 pacientes se recuperaram.

### 31 de maio
- Relatório de situação 132 da OMS.[193]

 A Malásia notificou 57 novos casos (10 importados e 47 transmissões locais), elevando o total para 7.819 casos. 23 tiveram alta, elevando o número total de recuperados para 6.353. Existem 1.351 casos ativos, sendo nove em terapia intensiva e dois em suporte ventilatório.
 A Nova Zelândia não relatou novos casos, recuperações ou mortes, com o número total remanescente 1.504, 1.481 e 22, respectivamente. Resta apenas um caso ativo.
 Singapura notificou 518 novos casos, elevando o total para 34.884. Testes em todas as casas de saúde revelaram quase todos os residentes e funcionários saudáveis, exceto em cinco casos detectados anteriormente.
 A Ucrânia notificou 468 novos casos e 12 novas mortes, elevando o número total para 23.672 e 708, respectivamente; um total de 9.538 pacientes se recuperaram.

## Avanço da doença
| Data       | País ou território |
| ---------- | ------------------ |
| 6 de maio  | Ossétia do Sul     |
| 13 de maio | Lesoto             |